# Chim sâu mũ đỏ
Chim sâu mũ đỏ (danh pháp hai phần: Dicaeum geelvinkianum) là một loài chim lá thuộc chi Dicaeum trong họ Chim sâu. Đây là loài đặc hữu, và phổ biến rộng rãi bên trong New Guinea và các đảo lân cận. Gần đây đã được tách ra từ chim sâu mào ô liu Dicaeum pectorale.
Đây là loài chim phổ biến với mỏ và đuôi ngắn, mũ màu đỏ. Chúng ăn trái cây, côn trùng và nhện.